# Powiat Düren
Powiat Düren  (niem. Kreis Düren) – powiat w Niemczech, w kraju związkowym Nadrenia Północna-Westfalia, w rejencji Kolonia. Stolicą powiatu jest miasto Düren.

## Podział administracyjny
Powiat Düren składa się z:
- pięciu gmin miejskich (Stadt)
- dziesięciu gmin wiejskich (Gemeinde)

Gminy miejskie:
| Lp. | Nazwa gminy miejskiej | Ludność (31.12.2010) | Powierzchnia km² |
| --- | --------------------- | -------------------- | ---------------- |
| 1   | Düren                 | 92.820               | 85,00            |
| 2   | Heimbach              | 4.440                | 64,96            |
| 3   | Jülich                | 33.060               | 90,40            |
| 4   | Linnich               | 13.468               | 65,46            |
| 5   | Nideggen              | 10.625               | 65,05            |

Gminy wiejskie:
| Lp. | Nazwa gminy wiejskiej | Ludność (31.12.2010) | Powierzchnia km² |
| --- | --------------------- | -------------------- | ---------------- |
| 1   | Aldenhoven            | 13.992               | 44,09            |
| 2   | Hürtgenwald           | 8.668                | 88,04            |
| 3   | Inden                 | 6.853                | 35,92            |
| 4   | Kreuzau               | 17.717               | 41,72            |
| 5   | Langerwehe            | 14.095               | 41,49            |
| 6   | Merzenich             | 9.769                | 37,92            |
| 7   | Niederzier            | 14.003               | 63,43            |
| 8   | Nörvenich             | 11.045               | 66,20            |
| 9   | Titz                  | 8.252                | 68,52            |
| 10  | Vettweiß              | 8.975                | 83,15            |